# Pancratium centrale
Pancratium centrale là một loài thực vật có hoa trong họ Amaryllidaceae. Loài này được (A.Chev.) Traub mô tả khoa học đầu tiên năm 1963.